# Lijst van voetbalinterlands Grenada - Guyana
Deze lijst van voetbalinterlands is een overzicht van alle officiële voetbalwedstrijden tussen de nationale teams van Grenada en Guyana. De landen speelden tot op heden achttien keer tegen elkaar. De eerste ontmoeting, een kwalificatiewedstrijd voor het Wereldkampioenschap voetbal 1982, werd gespeeld in Georgetown op 30 maart 1980. Het laatste duel, een kwalificatiewedstrijd voor de CONCACAF Gold Cup 2023, vond plaats op 17 juni 2023 in Fort Lauderdale (Verenigde Staten).

## Wedstrijden
| №  | Plaats          | Datum             | Competitie                          | Wedstrijd        | Uitslag |
| -- | --------------- | ----------------- | ----------------------------------- | ---------------- | ------- |
| 1  | Georgetown      | 30 maart 1980     | WK 1982 kwalificatie                | Guyana − Grenada | 5 − 2   |
| 2  | Saint George's  | 13 april 1980     | WK 1982 kwalificatie                | Grenada − Guyana | 2 − 3   |
| 3  | Georgetown      | 4 september 1987  | Vriendschappelijk                   | Guyana − Grenada | 1 − 1   |
| 4  | Georgetown      | 6 september 1987  | Vriendschappelijk                   | Guyana − Grenada | 3 − 0   |
| 5  | Georgetown      | 27 mei 1990       | Caribbean Cup 1990 kwalificatie     | Guyana − Grenada | 0 − 0   |
| 6  | Georgetown      | 29 maart 1996     | WK 1998 kwalificatie                | Guyana − Grenada | 1 − 2   |
| 7  | Saint George's  | 7 april 1996      | WK 1998 kwalificatie                | Grenada − Guyana | 6 − 0   |
| 8  | Port of Spain   | 4 april 1997      | Caribbean Cup 1997 kwalificatie     | Grenada − Guyana | 5 − 1   |
| 9  | Saint John's    | 17 april 1998     | Caribbean Cup 1998 kwalificatie     | Grenada − Guyana | 2 − 1   |
| 10 | Saint George's  | 28 februari 2004  | WK 2006 kwalificatie                | Grenada − Guyana | 5 − 0   |
| 11 | Blairmont       | 14 maart 2004     | WK 2006 kwalificatie                | Guyana − Grenada | 1 − 3   |
| 12 | Willemstad      | 10 september 2006 | Caribbean Cup 2007 kwalificatie     | Grenada − Guyana | 0 − 1   |
| 13 | Georgetown      | 20 januari 2008   | Vriendschappelijk                   | Guyana − Grenada | 1 − 2   |
| 14 | Saint George's  | 22 februari 2012  | Vriendschappelijk                   | Grenada − Guyana | 1 − 2   |
| 15 | Saint George's  | 16 november 2012  | Caribbean Cup 2012 kwalificatie     | Grenada − Guyana | 2 − 1   |
| 16 | Georgetown      | 29 maart 2015     | Vriendschappelijk                   | Guyana − Grenada | 2 − 0   |
| 17 | Saint George's  | 7 oktober 2017    | Vriendschappelijk                   | Grenada − Guyana | 1 − 0   |
| 18 | Fort Lauderdale | 17 juni 2023      | CONCACAF Gold Cup 2023 kwalificatie | Guyana − Grenada | 1 − 1   |

## Samenvatting
| Competitie                     | Totaal gespeeld | Winst Grenada | Gelijk | Winst Guyana | Doelsaldo Grenada – Guyana |
| ------------------------------ | --------------- | ------------- | ------ | ------------ | -------------------------- |
| WK-kwalificatie                | 6               | 4             | 0      | 2            | 20 − 10                    |
| CONCACAF Gold Cup-kwalificatie | 1               | 0             | 1      | 0            | 1 − 1                      |
| Caribbean Cup-kwalificatie     | 5               | 3             | 1      | 1            | 9 − 4                      |
| Vriendschappelijk              | 6               | 2             | 1      | 3            | 5 − 9                      |
| Totaal                         | 18              | 9             | 3      | 6            | 35 − 24                    |

GFA · A-internationals · Bondscoaches · Statistieken · Grenediaans vrouwenelftal · Olympisch elftal
1978 – 1989 · 
1990 – 1999 · 
2000 – 2009 · 
2010 – 2019 ·
2020 − 2029
CGC 2009 · 
CGC 2011 ·
CGC 2021
Amerikaanse Maagdeneilanden ·
Andorra ·
Anguilla ·
Antigua en Barbuda ·
Aruba ·
Barbados ·
Belize ·
Bermuda ·
Britse Maagdeneilanden ·
Costa Rica ·
Cuba ·
Curaçao ·
Dominica ·
El Salvador ·
Gibraltar ·
Guatemala ·
Guyana ·
Haïti ·
Honduras ·
Jamaica ·
Kaaimaneilanden ·
Montserrat ·
Nederlandse Antillen ·
Noorwegen ·
Panama ·
Puerto Rico ·
Qatar ·
Rusland ·
Saint Kitts en Nevis ·
Saint Lucia ·
Saint Vincent en de Grenadines ·
Suriname ·
Taiwan ·
Trinidad en Tobago ·
Verenigde Staten
GFF · A-internationals · Olympisch elftal · Guyaans vrouwenelftal
Amerikaanse Maagdeneilanden ·
Anguilla ·
Antigua en Barbuda ·
Aruba ·
Bahama's ·
Barbados ·
Belize ·
Bermuda ·
Bolivia ·
Cambodja ·
Costa Rica ·
Cuba ·
Dominica ·
Dominicaanse Republiek ·
El Salvador ·
Ethiopië · 
Grenada ·
Guatemala ·
Haïti ·
India ·
Indonesië ·
Jamaica ·
Kaaimaneilanden ·
Kaapverdië ·
Mexico ·
Montserrat ·
Nederlandse Antillen ·
Panama ·
Puerto Rico ·
Saint Kitts en Nevis ·
Saint Lucia ·
Saint Vincent en de Grenadines ·
Suriname ·
Trinidad en Tobago ·
Turks- en Caicoseilanden ·
Verenigde Staten